# タウンEV
タウンＥＶ株式会社とは、愛知県名古屋市に本社がある電気自動車(EV)メーカである。

## 概説
トヨタ自動車の出身者らが立ち上げた、電気自動車（EV）を企画・販売する会社。既存のEVを業務用車両に改造して販売するほか、ガソリン車をEVに転換するためのキットを開発している。また、顧客の要望に応じた注文製造（オーダメード）型の車両を開発・提供する。タウンEVのコンセプトカー「ZEVe（ゼヴェ）」は、人と地球に優しい小型モビリティとして位置づけていた。
想定していた事業展開が行われなかったことから、2020年1月31日に解散を決議。同年5月27日に名古屋地方裁判所から特別清算開始決定を受けた。同年12月25日に法人格が消滅した。